# جزر أس أس أس

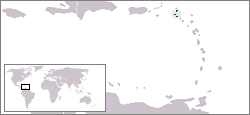
موقع جزر أس أس أس في البحر الكاريبي، ومن أعلى لأسفل: سينت مارتن، سابا، سينت أوستاتيوس

جزر أس أس أس

جزر أس أس أس تتكون من الجزر الثلاث من جزر الأنتيل الصغرى التي تقع تحت السيادة الهولندية :
1. سابا
2. سينت مارتن
3. سينت أوستاتيوس

وتحتوي جزيرة سانت مارتن على كل من سينت مارتن وهي دولة تأسيسية داخل مملكة الأراضي المنخفضة وسانت مارتن الفرنسية. وجزر سابا وسينت أوستاتيوس هي هيئات عامة تابعة لهولندا.
واختصار (أس أس أس) يماثل اختصار جزر الأي بي سي للأحرف الأولة لجزر أروبا، بونير، وكوراساو، والتي كانت سابقاً جزءاً من جزر الأنتيل الهولندية.